# Sowjetskaja Ukraina
Die Sowjetskaja Ukraina (russisch Советская Украина) war ein sowjetischer Schlachtschiff-Neubau der geplanten Sowjetski-Sojus-Klasse, der 1941 von der Wehrmacht erbeutet wurde.

## Geschichte
Im Laufe des deutschen Angriffs auf die Sowjetunion wurde am 18. August 1941 in Nikolajew am Schwarzen Meer das im Bau befindliche Schlachtschiff Sowjetskaja Ukraina, noch auf Stapel liegend, erbeutet und von der Kriegsmarine beschlagnahmt.
Das Schiff war erst zu 18 % fertiggestellt und zu 75 % bereit für den Stapellauf. Da es mit einer in Lizenz gefertigten Turbinenantriebsanlage der Schweizer Firma BBC ausgestattet werden sollte, war ein Auftrag der Kriegsmarine an das Schweizer Unternehmen für die Antriebsanlage des Schiffes möglich, und die von sowjetischer Seite vorgesehene Hauptbewaffnung mit 40,6-cm-Geschützen entsprach genau dem Geschütztyp, der für die deutschen Schlachtschiffe der H-Klasse vorgesehen war und sich in Deutschland in Fertigung befand. Die Baupläne für diese Geschütze hatte die Sowjetunion 1940 von Deutschland erwerben wollen, deren Verkauf war aber von Adolf Hitler abgelehnt worden. Es stellte sich also die Frage, das Schlachtschiff für die deutsche Flotte fertigzustellen.
Am 20. September 1942 vermerkte das Kriegstagebuch der Seekriegsleitung: Bisher Schlachtschiffneubau auf der Werft in Nikolajew konserviert – Frage Fertigstellung oder abwracken – Keine Baupläne vorhanden – Fertigbau ist im Augenblick aus Arbeiter- und Rohstoffmangel nicht möglich – Überlegungen sprechen für Abwracken des Schiffes.
Ab 1943 soll dann doch der Weiterbau des Schlachtschiffes in schleppendem Gang betrieben worden sein; dies ist jedoch angesichts des Befehls Hitlers vom 26. Januar 1943, alle großen Überwassereinheiten außer Dienst zu stellen, und der daraufhin erfolgten Einstellung aller Bauarbeiten an Großschiffen selbst auf deutschen Werften höchst zweifelhaft.
Beim Rückzug der deutschen Truppen aus Nikolajew am 18. März 1944 wurde der noch immer auf Stapel liegende Schiffsrumpf durch Sprengungen weitgehend zerstört. Das Schiffswrack wurde später von der Sowjetunion abgebrochen.